# لويد إل. براون
لويد إل. براون (بالإنجليزية: Lloyd L. Brown)‏ (3 أبريل 1913 - 1 أبريل 2003)؛ صحفي وروائي أمريكي.